# Lach toch nog een keer naar mij
Lach toch nog een keer naar mij is een lied van de Nederlandse zanger André Hazes. Het werd in 1996 als single uitgebracht en stond in hetzelfde jaar als tiende track op het album Zonder zorgen.

## Achtergrond
Lach toch nog een keer naar mij is geschreven door André Hazes, Carlos Rigual Rodríguez en Mario Rigual Rodríguez en geproduceerd door John van de Ven, Jacques Verburgt en Michael Peterson. Het is een bewerking van het nummer Cuando calienta el sol van Hermanos Rigual uit 1962 en past in het levenslied. In het lied blikt Hazes terug op een beëindigde relatie. Het nummer werd op single uitgebracht met Geef mij je hart op de B-kant.

## Hitnoteringen
De zanger had bescheiden succes met het lied in de hitlijsten van Nederland. Het kwam tot de 81e positie van de Mega Top 100 en was hier vier weken in te vinden. De Nederlandse Top 40 werd niet bereikt.